# Unni Straume
Unni Straume (Molde, 2 ottobre 1955) è una regista cinematografica, sceneggiatrice e produttrice cinematografica norvegese.

## Biografia
Ha trascorso la sua infanzia a Fiksdal, un paesino nella campagna della Vestlandet in Norvegia.
Ha frequentato il liceo di Volda e nel 1978 si è diplomata in cinematografia presso l'Università di Volda con, tra gli altri, Erik Løchen (1924–1983) come docente.
Dopo un periodo in cui si è dedicata alla realizzazione di documentari dal 1978 al 1989, ha creato il suo primo lungometraggio Til en Ukjent (in italiano Ad uno Sconosciuto) nel 1990. La première internazionale del film è avvenuta al Festival de San Sebastian.
Il cortometraggio Avsporing / Deraillement (in italiano Deragliamento) viene selezionato a Un Certain Regard al Festival di Cannes nel 1993.
Il lungometraggio intitolato Drømspel (in italiano Il Sogno), basato sulla sceneggiatura teatrale Il Sogno di August Strindberg e con Liv Ullmann, Erland Josephson e Bibi Andersson nel cast, fu a sua volta selezionato a Un Certain Regarde al Festival di Cannes nel 1994 e ha ricevuto successivamente il premio della critica norvegese Den norske filmkritikerprisen sempre nel 1994.
Nel 1998 ha realizzato Thranes Metode, basato sul romanzo omonimo di Øystein Lønn, con la colonna sonora di Charles Mingus. Questo film è stato acquisito nella collezione permanente del Museum of Modern Art di New York.
Il lungometraggio Musikk for Bryllup og Begravelser (in italiano Musica per Matrimoni e Funerali) viene presentato alla Mostra internazionale d'arte cinematografica di Venezia del 2002. Tra gli interpreti principali ci sono Lena Endre e Goran Bregović il quale è anche il compositore della colonna sonora del film.
Straume ha gestito una sua casa di produzione cinematografica, la USF International AS, in comproprietà con Tom Remlov. Nel primo decennio del 2000 ha lavorato alla resa cinematografica della trilogia Fede, Speranza, Amore di Krzysztof Piesiewicz. Il film Love era stato pensato con la partecipazione di attori statunitensi nel 2006, ma non venne realizzato. Faith venne iniziato nel 2010, con la divisione norvegese della casa di produzione danese Zentropa, con attori norvegesi.
Straume è stata professoressa di regia presso l'accademia cinematografica Den Norske Filmskolen dal 2007 al 2009, quando, in protesta con la direzione dell'istituto la accusò di declassare la cinematografia a lavoro artigianale anziché elevarlo ad arte. Nel 2009 Straume venne ingaggiata da Zentropa e immediatamente le fu assegnato un VIP-stipend (finanziamento statale finalizzato alla produzione artistica concesso ad artisti affermati) dall'Istituto nazionale norvegese per la cinematografia Norsk Filminstitutt.
La sua opera autobiografica REMAKE.me nell'agosto 2014 ha partecipato al Norwegian International Film Festival, che si svolge a Haugesund ed è celebre per la consegna della statuetta Premio Amanda.  Unni Straume con REMAKE.me ha anche partecipato al Tromsø International Film Festival e allo Stockfish European Film Festival di Reykjavík nel 2015.
La regista è stata ospite a luglio 2015 al Kongsberg Jazz Festival dove è stato proiettato il film REMAKE.me che con la sua colonna sonora realizzata da Nils Petter Molvær ha attirato l'attenzione della comunità Jazz scandinava, come avevano fatto altri suoi lavori in passato.
Straume attualmente vive e lavora principalmente tra Oslo e Terracina.

## Filmografia

### Regista
- Kystkunst (1977)
- Trubadur (1978). Documentario sul musicista norvegese Jan Eggum.
- Kap Farvel (1981). Documentario sulla pesca di gamberetti nel Mare di Barents.
- Hot House (1982). Documentario sul jazz a Oslo.
- Bilete frå ei øy (1983)
- Roma Con Amore (1984)
- Way North. Fem norske kunstnere (1986)
- Pjuska (1988). Documentario su un gatto.
- Til en ukjent (1990). Autobiografico, in bianco e nero.
- Avsporing (1993). Cortometraggio, proiettato al Festival di Cannes.
- Drømspel (1994). Lungometraggio con cui vinse il Filmkritikerprisen, proiettato al Festival di Cannes 1994 nella sezione Un Certain Regard
- T83 (1995). 13 min, viaggio ferroviario ad Orte, Italia.
- Thranes metode (1998). Lungometraggio basato sulla raccolta di novelle Thranes metode og andre noveller di Øystein Lønn.
- Pappasøndag (1999). Cortometraggio girato in Italia.
- Musikk for bryllup og begravelser (2002). Lungometraggio nominato al Nordisk Råds filmpris (2002). Colonna sonora di Goran Bregović. Ha partecipato alla Mostra internazionale d'arte cinematografica di Venezia.
- REMAKE.me (2014). Lungometraggio, autobiografico, con scene tratte da film precedenti e nuove riprese, girato principalmente tra: Fiksdal, Terracina, Oslo e Roma.